# بنجامین پچ
بنجامین پچ (انگلیسی: Benjamin Patch؛ زادهٔ ۲۱ ژوئن ۱۹۹۴) بازیکن والیبال اهل ایالات متحده آمریکا و عضو تیم ملی والیبال آمریکا است.